# Vanity (cantora)
Vanity, nome artístico de Denise Katrina Matthews (Niagara Falls, 4 de janeiro de 1959 — Fremont, 15 de fevereiro de 2016), foi uma cantora, atriz e modelo canadense.
Começou sua carreira como modelo, e ao ser descoberta por Prince, foi vocalista do girl group Vanity 6, no início da década de 1980. Posteriormente, seguiu carreira solo e teve modesto sucesso como atriz no cinema. Atormentada por anos de vício em drogas, abandonou a carreira em meados da década de 1990 e posteriormente se tornou evangélica.

## Carreira
Denise Katrina Matthews nasceu em Niagara Falls, na fronteira do Canadá com os Estados Unidos. Era filha de Levia James Matthews, um afro-americano, e de Helga Senyk, uma alemã de ascendência judia e polonesa. Sua infância foi tumultuada: seu pai abusava dela e de suas três irmãs e sua mãe era alcóolatra. Vanity também sofreu bullying na escola por seu temperamento tímido e por sua etnia. O pai morreu em 1974, quando a menina tinha 15 anos.
Cansada das más condições familiares, mudou-se para Toronto, onde se tornou modelo. Em 1977, ela ganhou o concurso Miss Niagara Hospitality e competiu como Miss Canadá no ano seguinte. Mais tarde, ela se mudou para Nova York, mas, devido à sua estatura ser considerada baixa, sua atividade de modelo foi limitada a comerciais e sessões de fotos. Ela apareceu nas capas de dois discos da banda de funk Cameo: Alligator Woman (1982) e She's Strange (1984), e posou nua duas vezes para a revista Playboy, em maio de 1985 e em abril de 1988.
Em 1980, enquanto namorava Rick James, Matthews conheceu Prince durante o American Music Awards. Prince a colocou no projeto do girl group, "The Hookers" com Susan Moonsie (sua namorada na época) e Brenda Bennett. Foi oferecido para Vanity o papel central de vocalista do renomeado trio Vanity 6, após assumir seu nome artístico que, a princípio, Prince sugeriu o nome artístico de "Vagina", mas ela recusou.
O grupo, conhecido por sua temática explicitamente sexual, lançou apenas um álbum autointitulado em 1982, do qual foi extraído o single Nasty Girl . Com a banda, participou da turnê do álbum 1999 de Prince (no qual fez o papel de backing vocal). Pouco antes das filmagens do filme Purple Rain, Matthews deixou repentinamente o Vanity 6 e seguiu carreira solo, pela qual lançou dois álbuns: Wild Animal (1984) e Skin on Skin (1986), pela Motown Records. O primeiro contém a música Strap On 'Robbie Baby, que foi criticada pelo Parents Music Resource Center por seu conteúdo sexual, a ponto de em 1985 ser incluída na lista Filthy Fifteen, que listava as quinze músicas que o grupo liderado por Tipper Gore considerava as mais lascivas e imorais.
Como atriz estrelou filmes como The Last Dragon, dirigido por Michael Schultz. No final da década de 1980, as aparições de Vanity começaram a se tornar mais esporádicas, interpretando papéis menores em algumas séries de televisão como Miami Vice, Highlander e Friday the 13th.
Devido a uma overdose causado por anos de vício em drogas durante sua carreira, em 1994, ela foi internada no hospital Cedars-Sinai Medical Center, em Los Angeles, em estado gravíssimo. Após receber alta, Matthews abandou a carreira, se converteu ao evangelicalismo e passou a dedicar o resto de sua vida exclusivamente à religião, dando palestras em igrejas nos Estados Unidos e em outros países. Com a saúde fragilizada, ela teve que passar por diálise peritoneal em cinco sessões de 20 minutos ao longo do dia, e foi submetida a um transplante renal em 1997. Em 2010, escreveu um livro autobiográfico intitulado Blame It On Vanity: Hollywood, Hell and Heaven.
Faleceu em 15 de fevereiro de 2016 em Fremont, na Califórnia, aos 57 anos. A causa da morte foi uma peritonite esclerosante encapsulante, uma rara complicação causada pelas sessões de diálise peritonial que ela fazia desde 1994. O seu corpo foi cremado e suas cinzas espalhadas no litoral do Havaí, atendendo ao seu último pedido.

## Discografia

### Álbuns de estúdio
- Wild Animal (1984)
- Skin on Skin (1986)

#### Com oVanity 6
- Vanity 6 (1982)

## Filmografia
| Ano  | Título                 | Papel                     |
| ---- | ---------------------- | ------------------------- |
| 1980 | Klondike Fever         | Dançarina (não-creditada) |
| 1980 | Terror Train           | Merry                     |
| 1980 | Tanya's Island         | Tanya                     |
| 1985 | The Last Dragon        | Laura Charles             |
| 1986 | Never Too Young to Die | Danja Deering             |
| 1986 | 52 Pick-Up             | Doreen                    |
| 1987 | Deadly Illusion        | Rina                      |
| 1988 | Action Jackson         | Sydney Ash                |
| 1991 | Neon City              | Reno                      |
| 1993 | South Beach            | Jennifer Derringer        |
| 1993 | Da Vinci's War         | Lupe                      |
| 1993 | Kiss of Death          | Blair                     |

### Televisão
| Ano  | Título                      | Papel              | Notas                                                                      |
| ---- | --------------------------- | ------------------ | -------------------------------------------------------------------------- |
| 1987 | D.C. Follies                | Vanity (convidada) | Episódio: "Comedy Parody" (1.6)                                            |
| 1987 | The New Mike Hammer         | Holly              | Episódio: "Green Lipstick" (3.21)                                          |
| 1987 | Miami Vice                  | Ali Ferrand        | Episódio: "By Hooker By Crook" (3.20)                                      |
| 1988 | T. and T.                   | K.C. Morgan        | Episódio: "A Secret No More" (2.6)                                         |
| 1989 | Friday the 13th: The Series | Angelica           | Episódio: "The Secret Agenda of Mesmer's Bauble" (2.20)                    |
| 1989 | Booker                      | Tina Maxwell       | Episódio: "Deals and Wheels: Part 1" (1.8) (a.k.a. 21 Jump Street 4.10)    |
| 1990 | Memories of Murder          | Carmen             | Produzido para o canal Lifetime (título alternativo Passing through Veils) |
| 1991 | Tropical Heat               | Maria              | Episódio: "Mafia Mistress" (2.2)                                           |
| 1991 | Tales from the Crypt        | Kathrine           | Episódio: "Dead Wait" (3.6)                                                |
| 1992 | Silk Stalkings              | Chantel            | Episódio: "Powder Burn" (1.20)                                             |
| 1992 | Lady Boss                   | Mary Lou Morley    | [ 11 ] [ 12 ]                                                              |
| 1992 | Highlander: The Series      | Rebecca Lord       | Episódio: "Revenge Is Sweet" (1.10)                                        |
| 1993 | Counterstrike               | Sandra             | Episódio: "Muerte" (3.21)                                                  |